# Ipèndo
Ipèndo är en ort i Burkina Faso.   Den ligger i regionen Centre-Ouest, i den centrala delen av landet, 90 km väster om huvudstaden Ouagadougou. Ipèndo ligger 295 meter över havet och antalet invånare är 3 135.
Terrängen runt Ipèndo är platt. Närmaste större samhälle är Mariou, 18,7 km öster om Ipèndo.
Omgivningarna runt Ipèndo är en mosaik av jordbruksmark och naturlig växtlighet. Runt Ipèndo är det ganska tätbefolkat, med 75 invånare per kvadratkilometer.